# Franciszek Maciej Gluziński
Franciszek Maciej Jan Gluziński, pierwotnie Wiercimak (ur. 14 stycznia 1823 w Andrychowie, zm. 22 maja 1899 we Lwowie) — polski lekarz. 

## Życiorys
Był ojcem lekarzy Antoniego Władysława i Lesława, dziadkiem Lesława Węgrzynowskiego (syn jego córki Zofii).
Był synem chłopa Franciszka Wiercimaka i Katarzyny z Gluzińskich; w 1852 przyjął nazwisko panieńskie matki (ojciec już w tym czasie nie żył). Pobierał nauki gimnazjalne w Bochni i w Tarnowie. Uczestniczył w walkach o niepodległość Polski i Węgier w latach 1846–1848, według rodzinnej tradycji pozostawał przez jakiś czas więźniem twierdzy w Schlüsselburgu. W latach 1850–1854 studiował medycynę w Krakowie. Dyplom doktorski uzyskany na Uniwersytecie Jagiellońskim potwierdził przed Radą Lekarską w Warszawie. Po studiach szkolił się w Wiedniu, a następnie przeniósł się na ziemie polskie pozostające pod zaborem rosyjskim. Był znanym lekarzem w mieście Sompolno na Pojezierzu Kujawskim, cenionym szczególnie przez okolicznych ziemian. Zasilał korespondencjami ówczesne pisma lekarskie.
W 1863 roku z ramienia Rządu Narodowego pełnił obowiązki komisarza powiatowego kolskiego. We własnym mieszkaniu prowadził szpital powstańczy, urządzał pogrzeby poległych, pobierał wyznaczony podatek narodowy. W maju 1863 asystował Władysławowi Stankiewiczowi w operacjach przeprowadzanych w polowych warunkach na rannych w bitwie pod Lubstowem.
W 1880 obchodził w Sompolnie uroczysty jubileusz ćwierćwiecza pracy zawodowej i społecznej. Kilka lat później przeniósł się do syna Władysława Antoniego do Krakowa; ostatnie lata życia, po przejściu syna na katedrę chorób wewnętrznych we Lwowie, spędził w tymże mieście. Zmarł we Lwowie 22 maja 1899, pochowany został na cmentarzu Rakowickim w Krakowie.
Był żonaty z Walerią Szarle (Charlais), córką francuskiego lekarza, później chirurga wojskowego w armii austriackiej. Poza wspomnianymi synami lekarzami miał syna Tadeusza (1863–1930), adwokata i córkę Zofię, żonę lekarza Węgrzynowskiego.